# Ertra, Ertra, Ertra
Ertra, Ertra, Ertra (tigrinska: ኤርትራ ኤርትራ ኤርትራ, "Eritrea, Eritrea, Eritrea") är Eritreas nationalsång. Den antogs 1993 efter att landet blivit självständigt från Etiopien. Musiken komponerades av Isaac Abraham Meharezghi och Aron Tekle Tesfatsion, och texten skrevs av Solomon Tsehaye Beraki. Den har även översatts från tigrinska till engelska. 

## Text
| Original | Engelsk översättning |
| --- | --- |
| ኤርትራ ኤርትራ ኤርትራ፡ በዓል ደማ እናልቀሰ ተደምሲሱ፡ መስዋእታ ብሓርነት ተደቢሱ። መዋእል ነኺሳ ኣብ ዕላማ፡ ትእምርቲ ጽንዓት ኰይኑ ስማ፡ ኤርትራ'ዛ ሓበን ዉጹዓት፡ ኣመስኪራ ሓቂ ክምትዕወት። ኤርትራ ኤርትራ፡ ኣብ ዓለም ጨቢጣቶ ግቡእ ክብራ። ናጽነት ዘምጽኦ ልዑል ኒሕ፡ ንህንጻ ንልምዓት ክንሰርሕ፡ ስልጣነ ከነልብሳ ግርማ፡ ሕድሪ'ለና ግምጃ ክንስልማ። ኤርትራ ኤርትራ፡ ኣብ ዓለም ጨቢጣቶ ግቡእ ክብራ። | Eritrea, Eritrea, Eritrea, Her arch-enemy destroyed wailingly, her sacrifices vindicated by freedom. She holds firmly her goal, her name has come to mean perseverance and steadfastness, Eritrea, the pride of the oppressed people, is a testament that truth prevails. Eritrea, Eritrea, has taken her rightful place in the world. The supreme dedication that brought her liberation, will serve to rebuild her and make her green, We shall honour her with progress, It is our legacy to embellish her. Eritrea, Eritrea, has taken her rightful place in the world. |